# Bacopa verticillata
Bacopa verticillata är en grobladsväxtart som först beskrevs av Francis Whittier Pennell och Gleason, och fick sitt nu gällande namn av Francis Whittier Pennell. Bacopa verticillata ingår i släktet tjockbladssläktet, och familjen grobladsväxter. Inga underarter finns listade i Catalogue of Life.